# 八木健三
八木 健三（やぎ けんぞう、1914年9月5日 - 2008年7月18日）は、日本の岩石学者。自然保護運動家。北海道大学、東北大学名誉教授。父は長野県地学会初代会長の八木貞助。

## 来歴
長野県長野市生まれ。旧制伊那中学、旧制八高を経て、1938年東北帝国大学理学部岩石鉱物学科卒業。同年母校助手、1951年同大学教授を経て、1962年-1978年北海道大学理学部地質学鉱物学科教授、1978年-1988年北星学園大学教授。
1949年に理学博士（東北大学）「樺太、北海道に於ける特殊なる岩漿分化現象の研究」。日本学術会議会員として発展途上国との学術交流に尽力した。

## 人物
- スペインのアンダルシア地方で採取されたColomera隕石からの新鉱物は、1969年に八木の岩石学における貢献をたたえて八木石（Yagiite）と命名された。
- 北海道自然保護協会会長を務め、知床国有林保護活動に尽力。1996年大雪山国立公園内の士幌高原道路建設計画に対し、兎の保護のために、当時の堀達也北海道知事に道路建設反対の住民訴訟を提起。元環境庁長官・大石武一の応援もあり建設は取りやめとなった。1998年開催の長野オリンピックでは、環境破壊防止のため男子滑降コースの延長に反対した。
- 「九条科学者の会」呼びかけ人を務めていた[1]。